# Zespół Pitta-Rogersa-Danksa

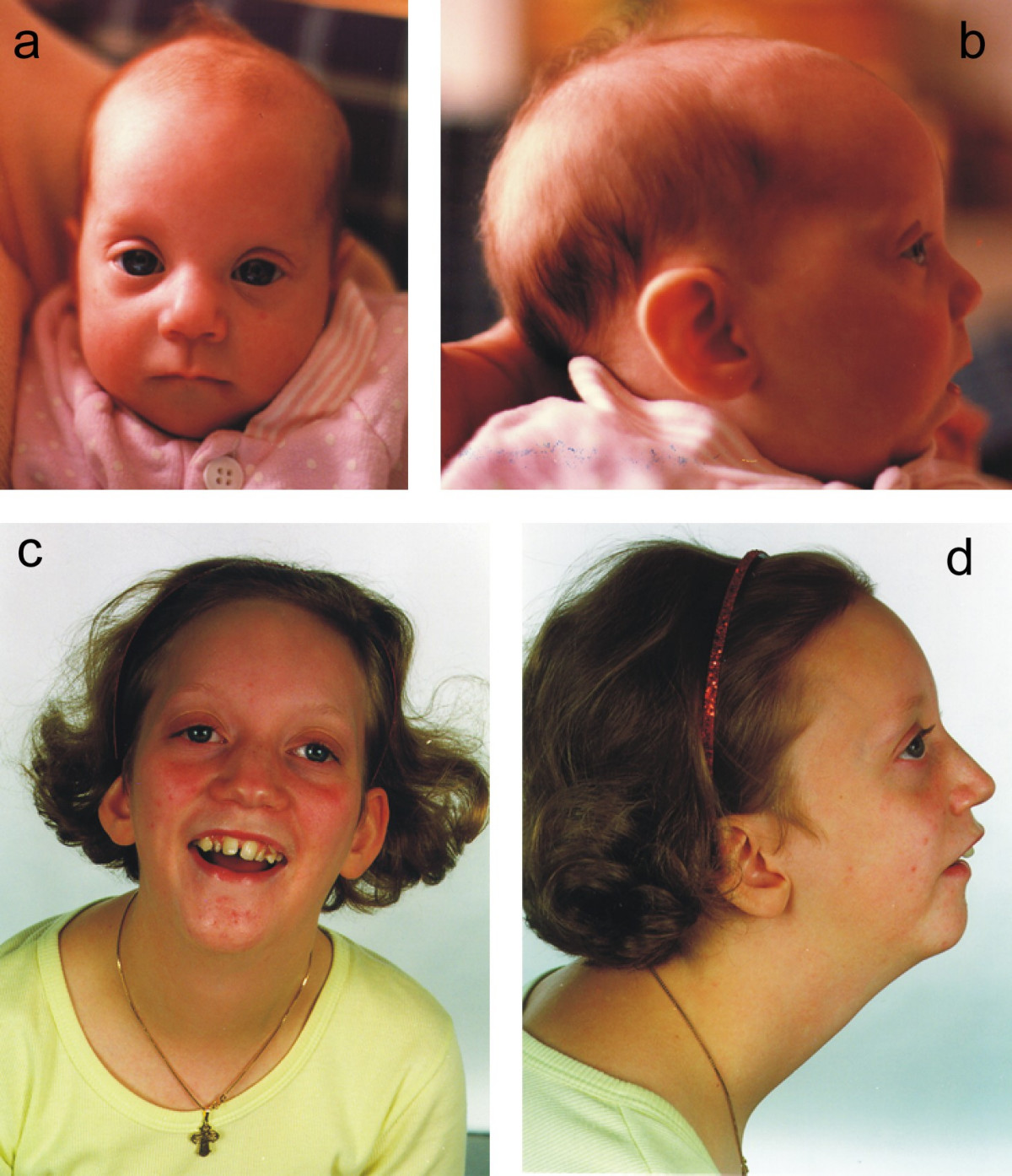
Pacjentka w wieku 3 miesięcy (góra) i 13 lat (dół) z cechami zespołu Pitta-Rogersa-Danksa i potwierdzoną mikrodelecją 4pter obejmującą region zespołu Wolfa-Hirschhorna (WHSR)

Zespół Pitta-Rogersa-Danksa (zespół Pitta, ang., Pitt-Rogers-Danks syndrome, PRDS) – zespół wad wrodzonych. W części przypadków stwierdza się mikrodelecje regionu 4p16.3. Przypuszczalnie fenotyp zespołu stanowi część spektrum objawów zespołu Wolfa-Hirschohorna. Zespół opisali Pitt, Rogers i Danks w pracy z 1984 roku

## Objawy i przebieg
- opóźnienie umysłowe
- wewnątrzmaciczne zahamowanie wzrostu
- niskorosłość
- mikrocefalia
- cechy dysmorficzne twarzy:
  - krótka górna warga
  - szerokie usta
  - duże oczy
  - telecanthus.